# ディネオー
ディネオー （Dinéault、ブルトン語:Dineol）は、フランス、ブルターニュ地域圏、フィニステール県のコミューン。

## 地理
ディネオーはシャトーランの北西数kmのところにある。ディネオーは、迷路のようなオーヌ川沿いにあり、ブルターニュ有数の山であるメネゾム（標高330m）によって守られている。
ディネオーはアルモリカ地域圏自然公園の一部である。

## 歴史
ディネオーとは、ブルトン語で「丘の上の砦」を意味するdin、「太陽」を意味するheolからなる。
1999年、ディネオーにフィニステール県で初めて風力発電の風力原動機がメネ・ブラ山に設置された。

## 人口統計
| 1962年 | 1968年 | 1975年 | 1982年 | 1990年 | 1999年 | 2006年 | 2010年 |
| ------ | ------ | ------ | ------ | ------ | ------ | ------ | ------ |
| 1517   | 1364   | 1520   | 1661   | 1550   | 1391   | 1699   | 1757   |

参照元:1999年までEHESS、2000年以降INSEE

## 史跡

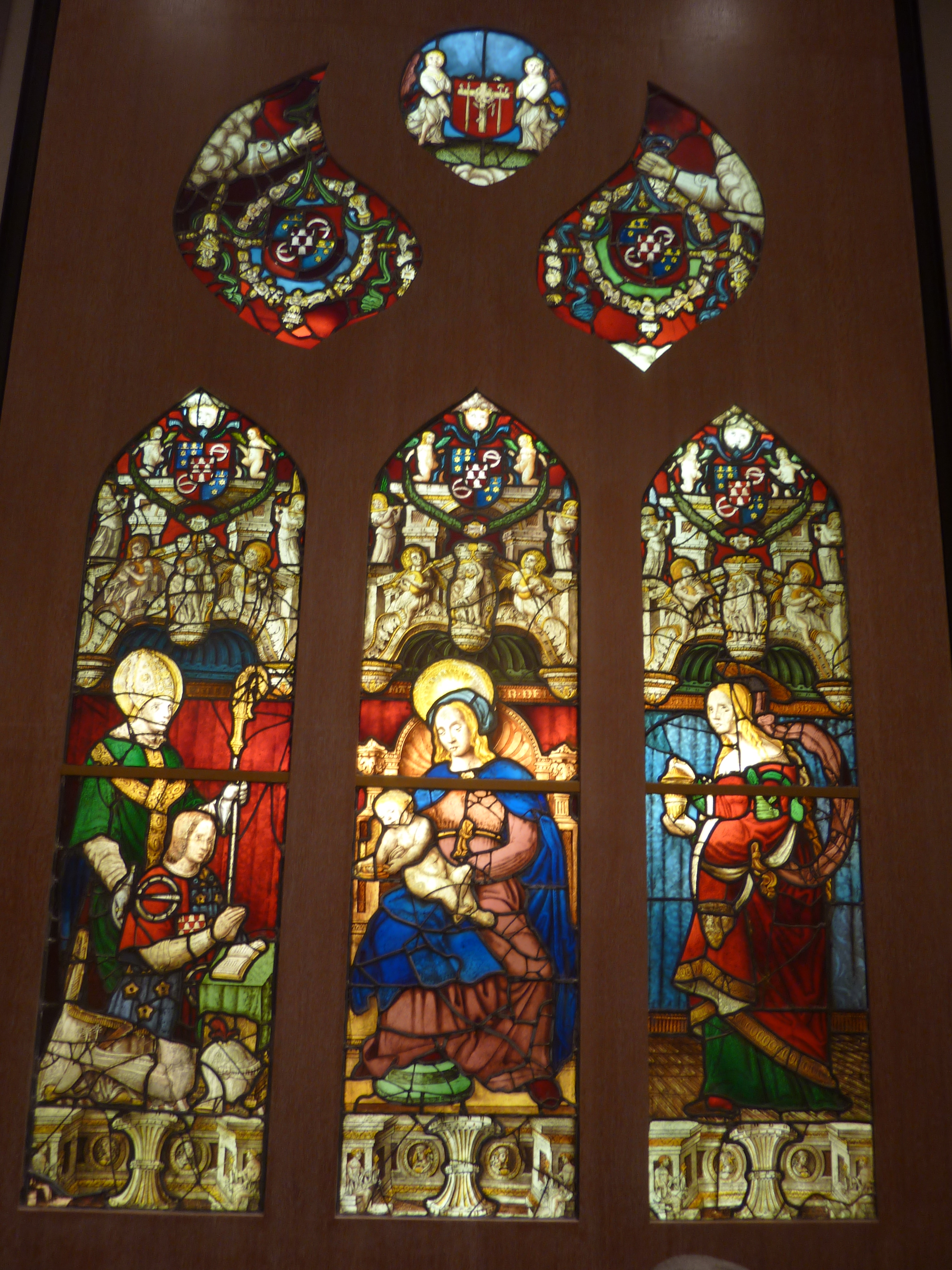
聖母子とマグダラのマリア、聖パテルン、そして献堂者ラウール・ド・ケルソーゾンのステンドグラス。現在はカンペールの県立美術館所蔵

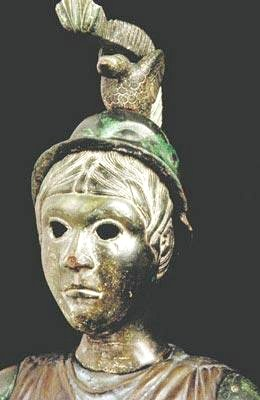
ブリギット、またはメネゾムの女神

- サント・マリー・マドレーヌ教区教会 - 17世紀。19世紀再建。サンテクシュペール礼拝堂は1890年代に再建されているが、初期の鐘楼とファサードを今も保存している。ステンドグラスの『聖母子とマグダラのマリア、聖パテルン、そして献堂者ラウール・ド・ケルソーゾン』は、1535年以来のものである[5]。
- メネゾムのブリギット - 1913年、ディネオーの農民が畑で発見したガロ＝ローマ時代の彫像の頭部。彫像のヘルメットはケルト風で、彫像のモデルはギリシャ風、兜飾りはこれから飛び立とうとする鳥のようである（野生のガンであろう）[6]。第一次世界大戦後、頭部が発見された場所からは像の胴体が見つからなかったので農民は他の場所を探し始めた。彼は長い着衣を身につけベルトを締め、素足にサンダルをはいた、およそ70cmの高さの女性の彫像を土中から発見した。彫像の胴体本体は不運にも傷んでおり、第二次世界大戦時には非金属の回収を免れるために再び土中に埋められた。そのために像の胴体本体は良い状態で保存できなかった。1972年、像はレンヌのブルターニュ博物館が購入し、現在もそこで展示されている。像は1世紀半ばに作られたもので、考古学者からは『メネゾムのブリギット』（Brigitte du Ménez-Hom）、『メネゾムの女神』（déesse du Ménez-Hom）と呼ばれている[7]。像の複製がコミューン庁舎のロビーに飾られている。

## 出身者
- エルヴェ＝マリア・ル・クレアック（fr） - カトリックの聖職者。フランス領ポリネシア、マルキーズ諸島のタイオアエ司教区の司教